# Dongping, Yangdong
Dongping är en köping i sydöstra Kina. Den ligger i stadsdistriktet Yangdong i staden Yangjiang i provinsen Guangdong, omkring 190 kilometer sydväst om provinshuvudstaden Guangzhou. Antalet invånare är 42 971. Befolkningen består av 19 610 kvinnor och 23 361 män. Barn under 15 år utgör 15,0 %, vuxna 15-64 år 76 %, och äldre över 65 år 8,0 %.